# Skansberget i Vidja

Skansberget i Vidja är en fornborg som ligger strax öster om tätorten Vidja i Huddinge kommun. Från fornborgen har man en utsikt över landskapet.
Fornborgen som har en storlek på 90–100 meter × 65 meter ligger på ett högt bergskrön med stupande sidor. På borgens östra sida finns rester av en stenmur med en öppning. Muren är cirka 25 meter lång och mellan 1,2 och 2,5 meter bred. Bitvis är den utförd som kallmur i tre skift. I murens mitt finns en delvis raserad ingång med en bredd av cirka 3 meter. Insidan av muren planar ut mot bergets sluttning och utgör därmed en terrass. Även vid bergets fot finns fragment av en stenvall som inhägnar bergsområdet. Fornborgen kan ha varit en helgad plats eller ett centrum för religiösa riter och ceremonier.